# Урывское сельское поселение
Урывское се́льское поселе́ние — муниципальное образование в Острогожском районе Воронежской области Российской Федерации.
Административный центр — село Урыв-Покровка.

## География
Поселение расположено в девяти километрах от трассы Воронеж—Луганск (Р 194) на высоком правом берегу р. Дон при впадении в него ручья Змайла. Сейчас в границы села включена территория бывшего села Голдаевки, расположенной на высоком мысу между р. Дон и р. Девица.

## История
Статус и границы сельского поселения установлены Законом Воронежской области от 2 декабря 2004 года № 88-ОЗ «Об установлении границ, наделении соответствующим статусом, определении административных центров муниципальных образований Грибановского, Каширского, Острогожского, Семилукского, Таловского, Хохольского районов и города Нововоронеж».

## Население
| 2000  | 2005  | 2010  | 2012  | 2013  | 2014  | 2015  |
| ----- | ----- | ----- | ----- | ----- | ----- | ----- |
| 2259  | ↘2132 | ↘1957 | ↘1888 | ↘1857 | ↘1827 | ↘1818 |
| 2016  | 2017  | 2018  |       |       |       |       |
| ↗1832 | ↗1836 | ↘1817 |       |       |       |       |

## Состав сельского поселения
| № | Населённый пункт | Тип населённого пункта       | Население |
| - | ---------------- | ---------------------------- | --------- |
| 1 | Весёлый          | хутор                        | ↘13       |
| 2 | Ново-Успенка     | хутор                        | ↘297      |
| 3 | Урыв-Покровка    | село, административный центр | ↘1647     |